# Alvear Palace Hotel
L'Alvear Palace Hotel est un hôtel argentin situé à Buenos Aires. Installé dans un bâtiment construit en 1932, cet établissement est membre des Historic Hotels Worldwide depuis 2014. Il fait également partie des Leading Hotels of the World.